# Schlacht am Blair Mountain

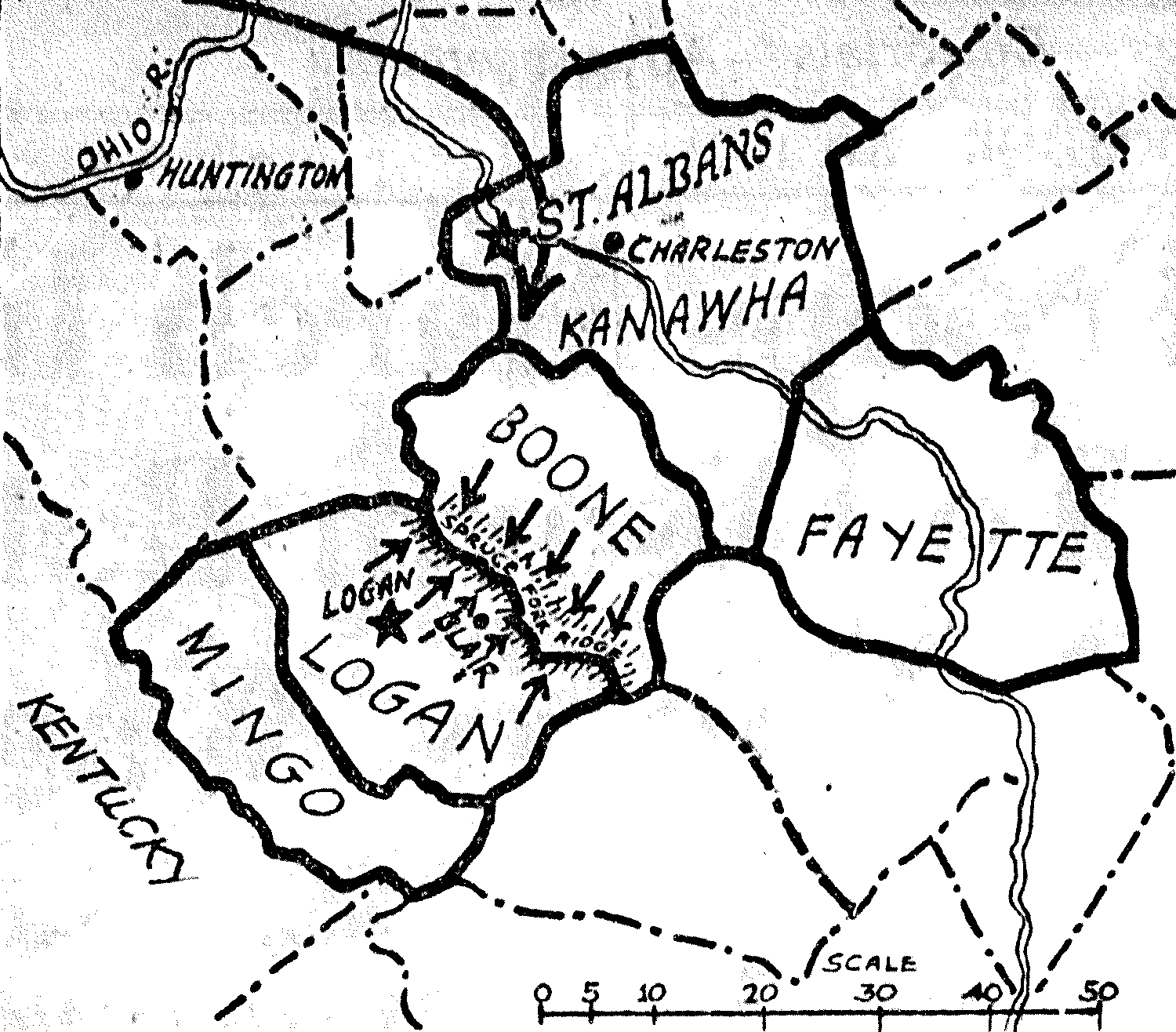
Lagekarte zur Position der verschanzten Minenarbeiter und Vorstößen der örtlichen Sheriffs und US-Streitkräfte

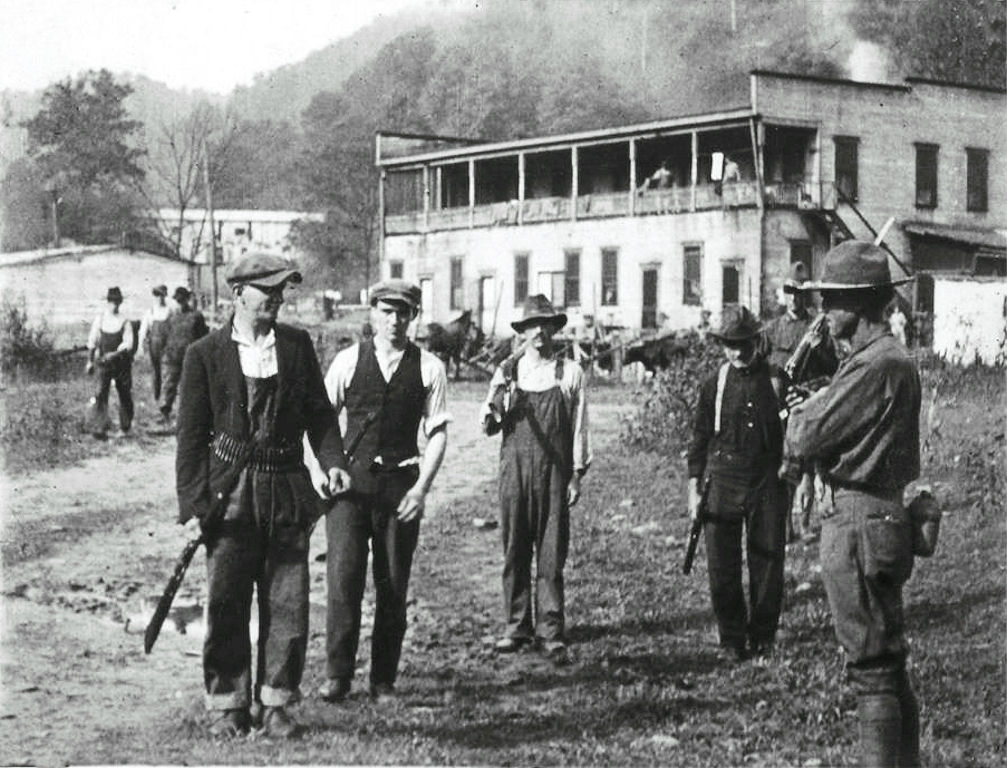
UMWA-Gewerkschafter der Miner’s Army bei der Abgabe ihrer Waffen an Bundeseinheiten (1921)

Die Schlacht am Blair Mountain war der Höhepunkt einer Reihe von Kämpfen zwischen Bergarbeitern und Bergwerksbesitzern, die bereits 1914 begonnen hatten. Anführer der Bergarbeiter waren William H. „Bill“ Blizzard (United Mine Workers of America, UMWA), Frank Keeney (UMWA) und die zum Zeitpunkt 83-jährige ‚Mother Jones‘ (Industrial Workers of the World, IWW). Die Bergwerksbesitzer setzten Angestellte der Baldwin-Felts-Detektivagentur zur Niederschlagung der Streikenden ein. Die Unruhen mit zahlreichen Toten und Verletzten eskalierten endgültig 1921 in Logan County, West Virginia. In der Schlacht wurden US-Streitkräfte wie des Air Service hinzugezogen, die auch Maschinengewehre und Splitterbomben einsetzten. Es war die blutigste Auseinandersetzung auf amerikanischem Boden seit dem Ende des Bürgerkriegs 1865. Am Blair Mountain wird heute keine Kohle mehr gefördert.

### Sachbücher und Einzelbeiträge
- William C. Blizzard: When Miners March. PM Press, Oakland 2010, ISBN 978-1-60486-410-6.
- James Green: Devil is here in these Mountains. West Virginia’s Coal Miners and their Battle for Freedom. Atlantic Monthly Press, Washington, D.C. 2015, ISBN 978-0-8021-2331-2.
- Charles B. Keeney: The Road to Blair Mountain. Saving a Mine Wars Battlefield from King Coal. West Virginia University Press, Morgantown 2021, ISBN 978-1-949199-84-0.
- Clayton D. Laurie: The United States Army and the Return to Normalcy in Labor Dispute Interventions. The Case of the West Virginia Coal Mine Wars, 1920–1921. In: West Virginia History. Band 50, Nr. 1, 1991, S. 1–24.
- Anne T. Lawrence: On Dark and Bloody Ground. An Oral History of the West Virginia Miner Wars. West Virginia University Press, Morgantown 2021, ISBN 978-1-952271-08-3.
- Lon Savage: Thunder in the Mountains. The West Virginia Mine War, 1920–21. University of Pittsburgh Press, Pittsburgh 1985, ISBN 978-0-8229-7142-9.
- Robert Shogan: The Battle of Blair Mountain: The Story of America's Largest Labor Uprising. Perseus Books; Reprint (25. Juli 2006). ISBN 978-0-465-07773-1.
- George Thomas Swain: The Blair Mountain War. Battle of the Rednecks. Woodland Press, Chapmanville 2009, ISBN 978-0-9793236-8-3.

### Belletristik
- Denise Giardina: Storming Heaven. Ivy Books, New York 1987, ISBN 0-8041-0297-X.
- Jonathan Lynn: Blair Mountain. A Novel of West Virginia’s Coal Mine Wars. 2006.
- Tapas Sherwood: Carla Rising. Appalachian Editions, 2015, ISBN 978-0-96274-86-77.

## Spielfilme
- Matewan. Das nackte Überleben. Regie: John Sayles, 1987, 127 Minuten.